# Johannes Bähr (Pfarrer)
Johannes Bähr (* 5. September 1902 in Düsseldorf; † 26. Mai 1980 in Landau in der Pfalz) war in der Pfalz ein protestantischer Geistlicher und langjähriger Pfarrer in Mutterstadt und in Mußbach. Während der Zeit des Nationalsozialismus engagierte er sich für jüdische Mitbürger.

## Ausbildung
Bähr studierte von 1921 bis 1926 Evangelische Theologie in Bethel, Tübingen, Rostock und Berlin. 1926 trat er in den Dienst der Evangelischen Kirche der Pfalz.

## Beruf
Bähr begann als Vikar in Kusel. In gleicher Funktion tätig war er in Ludwigshafen-Oppau und Germersheim, anschließend wirkte er als Pfarrverweser in Neustadt an der Haardt. Seine erste Pfarrstelle erhielt er in Heuchelheim. Dort ließ ihm nach der Machtergreifung die Hitlerjugend Drohungen zukommen, weil er sich für jüdische Mitbürger einsetzte. Am 3. September 1934 gründete er zusammen mit anderen die Pfälzische Pfarrbruderschaft, die der Bekennenden Kirche nahestand und deren Rechner er bis 1937 war. Nachdem er sich 1937 geweigert hatte, jüdische Familien aus dem örtlichen Diakonissenverein, der sich um Kranken- und Altenpflege kümmerte, auszuschließen, wurde er nach Mutterstadt versetzt.
Dort protestierte Bähr dagegen, wie der Religionsunterricht an der sogenannten „christlichen Gemeinschaftsschule“ praktiziert wurde. Als es am 9. November 1938 auch in Mutterstadt zu den Novemberpogromen kam, wandte er sich am Tag nach dem Synagogenbrand an seine Schüler und brandmarkte die Verbrechen an den Juden der Gemeinde. Er wurde daraufhin von Bürgermeister Ewald Backe verhört und unter Hausarrest gestellt. Dann wurde er in das Amtsgericht Ludwigshafen überführt und zwei Tage inhaftiert, ehe er auf Drängen des Landesbischofs Ludwig Diehl wieder freigelassen wurde. Er erhielt einen vierzehntägigen Ortsverweis; ein Verfahren wegen Verstoßes gegen das Heimtückegesetz wurde später eingestellt.
Erneut in Konflikt mit der NSDAP geriet Bähr 1939, als er in einem Jahresbericht hervorhob, dass er in seinem Gemeindesaal Veranstaltungen des Vereins Kraft durch Freude dulden musste, obwohl dies mit dem christlichen Gewissen nicht zu vereinbaren sei. 1942 und 1943 wurde er mehrfach vorgeladen und vernommen, weil er nach Ansicht der Behörden unter anderem „staatsfeindliche Aussagen in der Predigt, Herabwürdigung des Hitlergrußes und Fürbitte für die um des Glaubens willen Verfolgten“ getätigt habe. Am 14. Dezember 1943 beerdigte Bähr heimlich die jüdische Frau seines Organisten auf dem Jüdischen Friedhof Mannheim.
Die letzte Pfarrstelle Bährs vor seinem Ruhestand war in Mußbach, das 1969 nach Neustadt an der Weinstraße eingemeindet wurde.

## Familie
Johannes Bähr hatte zehn Kinder, fünf Söhne und fünf Töchter. Traugott (* 1936) wurde Pfarrer wie sein Vater, Gustav-Adolf (1938–2020) machte sich einen Namen als Kulturredakteur beim Südwestfunk (heute Südwestrundfunk), als Laie in der Evangelischen Kirche der Pfalz sowie als Initiator der Sanierung des heutigen Kulturzentrums Herrenhof im Neustadter Ortsteil Mußbach; für seine Verdienste erfuhr er hohe Ehrungen. Weitere Nachkommen engagieren sich – mittlerweile in zweiter, dritter und vierter Generation – im Posaunenchor Mußbach, den Johannes Bähr 1956 gegründet hat und der heute von seinem Enkel Alexander (* 1969) geleitet wird.

## Gedenken
Im Gedenken an Johannes Bährs Verdienste wurde 1987 im Mutterstadter Wohngebiet Blockfeld das evangelische Gemeindehaus „Pfarrer-Johannes-Bähr-Haus“ eröffnet.